# Perelsplatz
Der Perelsplatz liegt im Berliner Ortsteil Friedenau und gehört zum Berliner Verwaltungsbezirk Tempelhof-Schöneberg.

## Lage und Ausdehnung
Der Platz ist eine langgestreckte rechteckige Parkanlage, die 1907 von Fritz Zahn entworfen und gebaut wurde.
Die Anlage wird von folgenden Straßen tangiert:
- Handjerystraße,
- Sarrazinstraße,
- Isoldestraße,
- Evastraße,
- Lauterstraße und
- Hähnelstraße.

## Namensgebung
Benannt ist der Platz seit 1. Oktober 1961 nach Friedrich Justus Perels, Justitiar der Bekennenden Kirche, der am 23. April 1945 in Berlin-Tiergarten in einer Gestapo-Aktion erschossen wurde. Er war im Herbst 1944 im Zusammenhang mit dem Hitler-Attentat vom 20. Juli 1944 verhaftet worden. In den 1920er Jahren war er Schüler des damaligen Friedenauer Gymnasiums.
Der Perelsplatz hieß von 1873 bis 1884 Berliner Platz, danach bis 1961 Maybachplatz, benannt nach dem preußischen Handelsminister und Minister für öffentliche Arbeiten Albert von Maybach.

## Flora und Anlagen im Park
Im Volksmund wurde die Grünanlage wegen ihres Baumbestandes lange als „Birkenwäldchen“ bezeichnet. Inzwischen ist eine große Artenvielfalt an Bäumen und Sträuchern auf diesem Platz entstanden. Außer den früher zahlreich vorhandenen Birken findet man nun unter anderem Eichen, Kastanien, Buchen, Walnussbäume und Eiben.
Am östlichen Parkzugang steht seit 1932 der von Paul Aichele entworfene 4,20 Meter hohe Sintflutbrunnen, der vorher auf dem ehemaligen Hamburger Platz am Friedenauer Südwestkorso sein Domizil hatte. Nach einer Instandsetzung wurde der Brunnen am 10. Oktober 2024 wieder in Betrieb genommen.
Im östlichen Teil befindet sich in den Grünanlagen ein Kinderspielplatz.
Am westlichen Parkzugang ist eine kleine Grünfläche abgeteilt, auf der ein Denkmal aus dem Jahr 1923 zu Ehren der im Ersten Weltkrieg gefallenen Soldaten steht, errichtet von den Gebrüdern Huth.
Am nördlichen Rand der Parkanlage befindet sich ein Fachwerkhäuschen, das 1909 als Bedürfnisanstalt errichtet und später zu einem Parkbistro mit Sitzplätzen im Freien umgestaltet wurde.

## Umgebung des Perelsplatzes
An der Handjerystraße, am westlichen Bereich des Platzes, steht der neobarocke Bau des ehemaligen Friedenauer Gymnasiums, das nach Plänen der Architekten Paul Engelmann und Erich Blunck zwischen 1901 und 1903 errichtet wurde. Seit 1958 trägt die Lehranstalt den Namen Friedrich-Bergius-Schule. Das Gebäude ist mit auffälligen Details wie einem Glockentürmchen, gusseisernem Schmuck, Portalfries und anderem versehen und steht unter Denkmalschutz.
Westlich des Perelsplatzes schließt sich das zwischen 1905 und 1909 erbaute Wagnerviertel an, in dem die Straßen nach Figuren aus den Opern Richard Wagners benannt sind. Auf dem Gelände des Wagnerviertels befand sich bis 1903 der Sportpark Friedenau.

Bilder vom Perelsplatz
Der seinerzeitige Maybachplatz, 1908
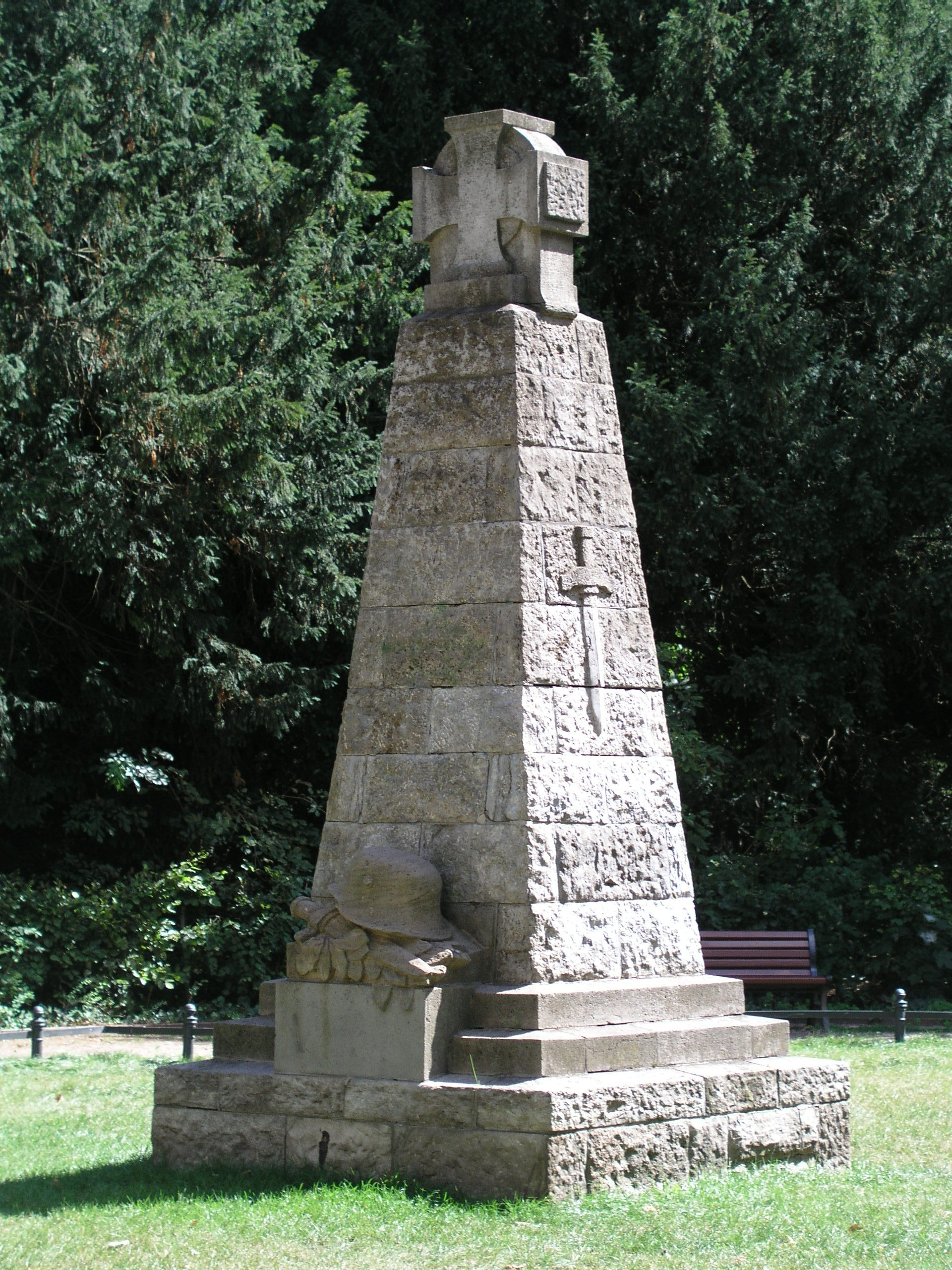
Kriegerdenkmal am Perelsplatz
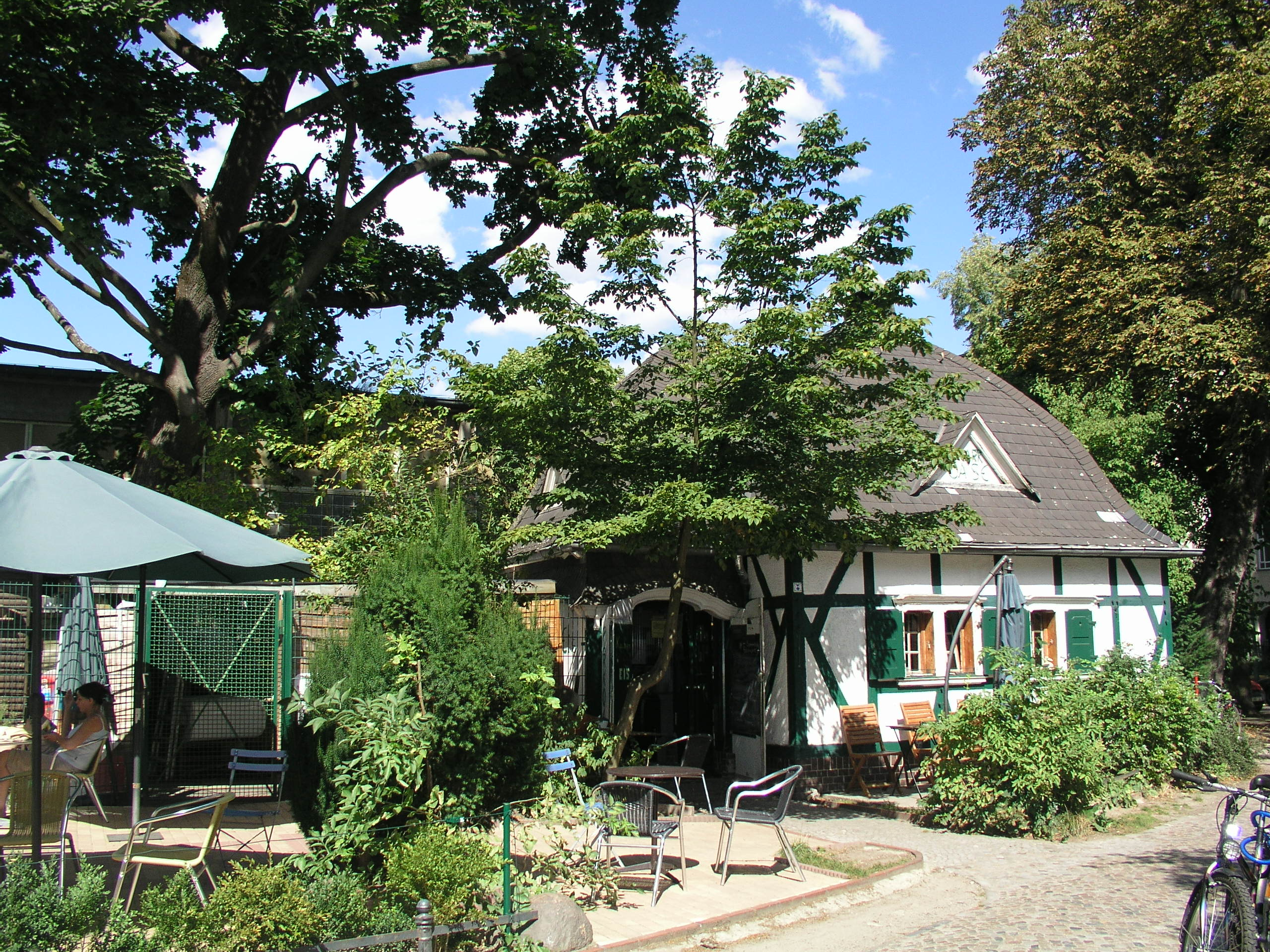
Parkcafé am Perelsplatz
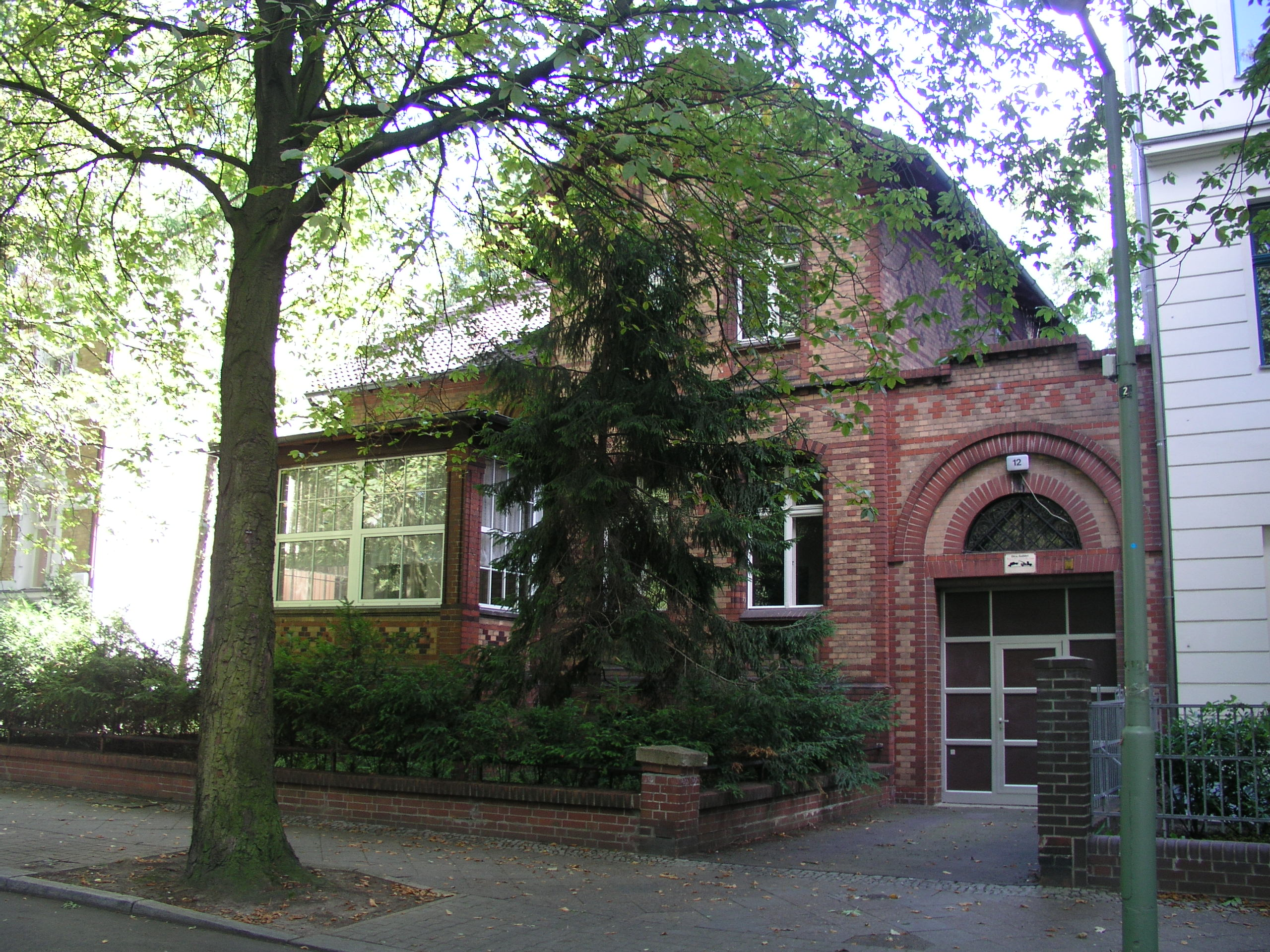
Landhaus von 1886 am Perelsplatz aus der Zeit der ersten Bebauung Friedenaus
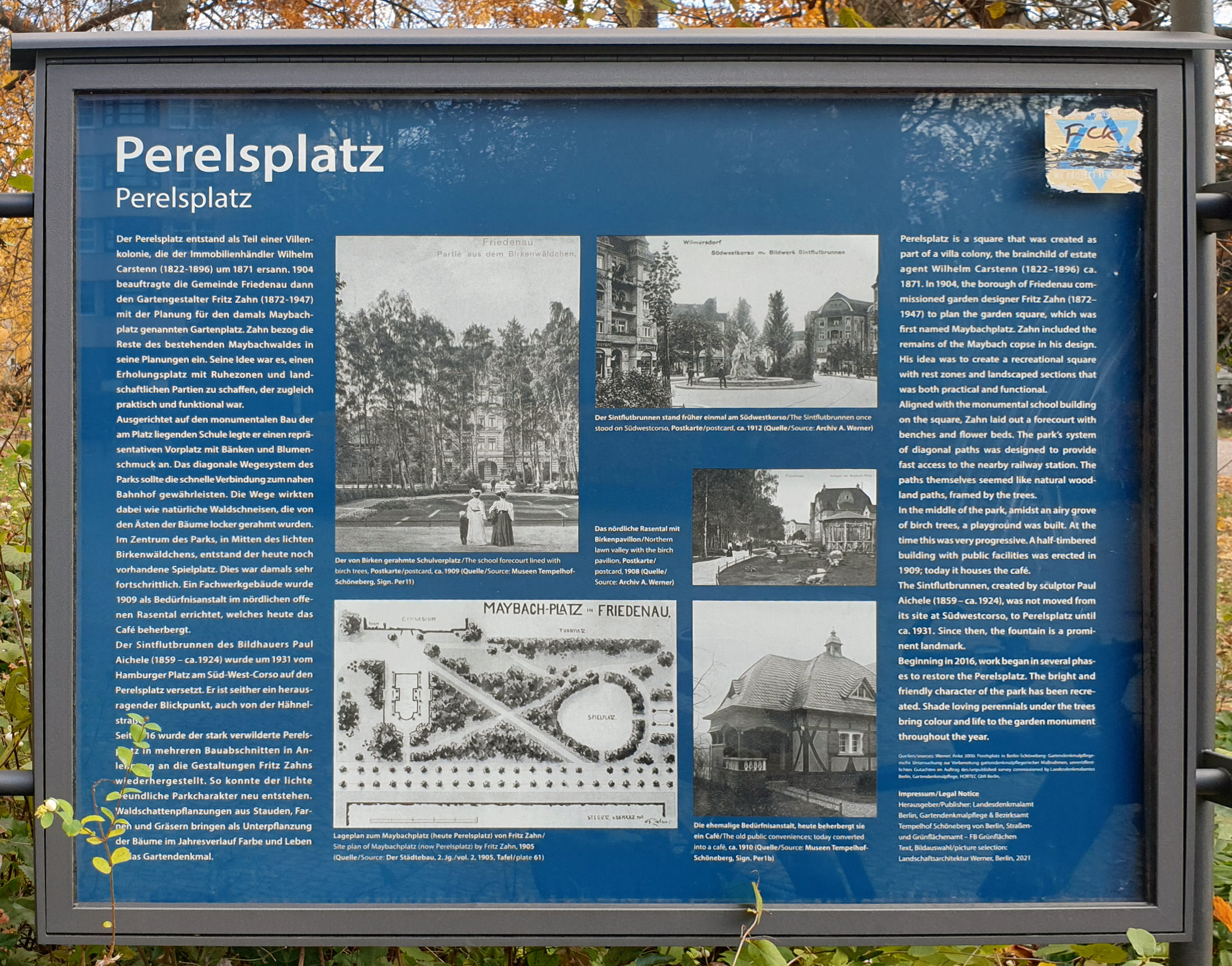
Gedenktafel